# Rari Nantes Savona 2006-2007
Questa voce raccoglie le informazioni riguardanti la Rari Nantes Savona nelle competizioni ufficiali della stagione 2006-2007.

## Rosa
| N° |                       | Ruolo | Giocatore            |
| -- | --------------------- | ----- | -------------------- |
|    | Italia (bandiera)     | P     | Marco Gerini         |
|    | Italia (bandiera)     | P     | Mattia Conti         |
|    | Italia (bandiera)     | D     | Alessandro Bovo      |
|    | Italia (bandiera)     | D     | Carlo Santamaria     |
|    | Montenegro (bandiera) | D     | Predrag Jokić        |
|    | Italia (bandiera)     | D     | Tommaso Morena       |
|    | Italia (bandiera)     | CV    | Federico Mistrangelo |

| N° |                        | Ruolo | Giocatore           |
| -- | ---------------------- | ----- | ------------------- |
|    | Australia (bandiera)   | CV    | Thomas Whalan       |
|    | Italia (bandiera)      | CB    | Raffaele Onofrietti |
|    | Italia (bandiera)      | CB    | Matteo Aicardi      |
|    | Italia (bandiera)      | CB    | Lorenzo Barillari   |
|    | Stati Uniti (bandiera) | A     | Peter Varellas      |
|    | Italia (bandiera)      | A     | Valerio Rizzo       |
|    | Montenegro (bandiera)  | A     | Mirko Vičević       |

### Staff tecnico
| Allenatore: | Claudio Mistrangelo |